# Black River (New York)
Black River è un villaggio degli Stati Uniti d'America, situato nello stato di New York, nella contea di Jefferson.